# Республика Эдзо
Республика Эдзо (яп. 蝦夷共和国) — государственное образование, существовавшее на острове Хоккайдо (тогда носившем название Эдзо) и прилегающих островах Южных Курил в 1869 году. Часто считается первой республикой в Азии.
«Республика Эдзо» возникла во время Войны Босин. После того, как сторонники сёгуна потерпели поражение от войск императора Японии, часть флота сёгуна с несколькими тысячами солдат и французскими военными советниками прибыла на Эдзо. 27 января 1869 года произошли выборы, на которых адмирал Эномото Такэаки был избран президентом новой республики.

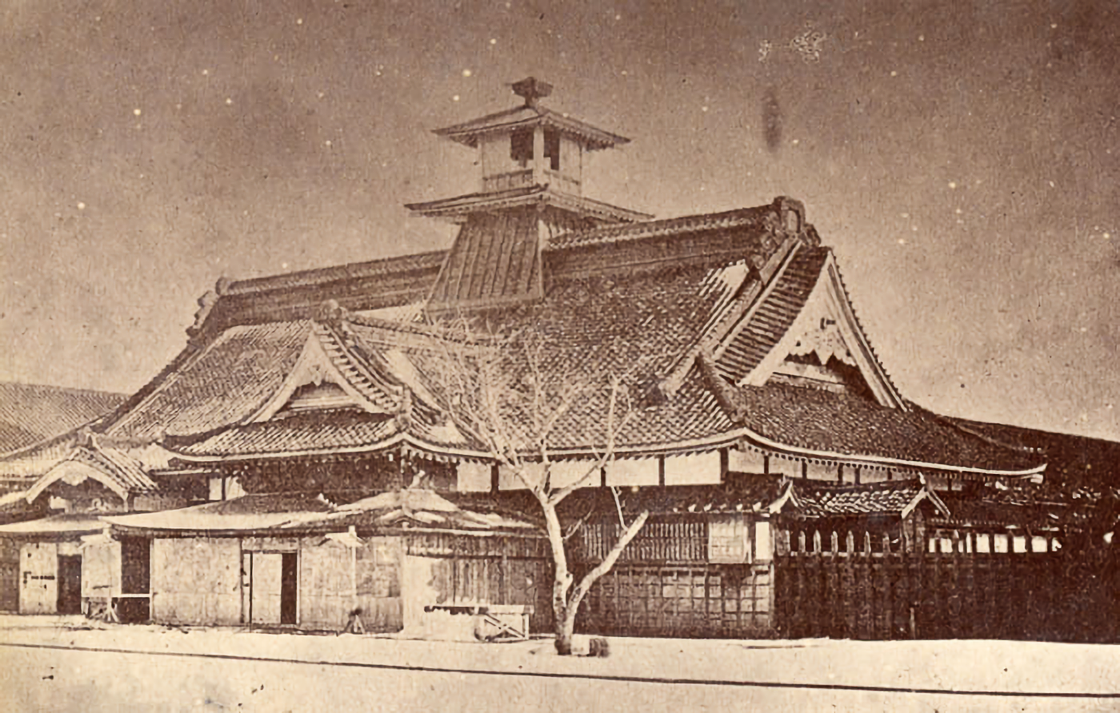
Правительственная резиденция Республики Эдзо

Среди руководства было много французских военных советников; главным из них был Жюль Брюне. Хотя главнокомандующим был японец Отори Кэйсукэ, каждой из 4 бригад, на которые была разделена армия, командовал французский офицер.
На протяжении всего существования республики не прекращалась Хакодатская военная операция (англ.), начавшаяся в декабре 1868 года. После провозглашения республики император её не признал. К территории, контролируемой Эдзо, был направлен флот и 7000 человек пехоты, и 6 мая 1869 года между флотом Японской империи и флотом республики Эдзо произошло сражение в бухте Мияко, называемое в японской историографии битва при Мияко, в котором победу одержал флот Японской империи. После этого французские советники покинули остров, а в июне сдался последний очаг сопротивления — крепость Горёкаку. 26 июня Эномото Такэаки подписал акт об капитуляции и на утро следующего дня сдал замок правительственным войскам, республика Эдзо прекратила существование. Вскоре после этого остров переименован в Хоккайдо.
Эномото Такэаки был арестован по обвинению в государственной измене, но уже в 1872 году Эномото был помилован, а в 1874 году получил чин вице-адмирала в Японском имперском флоте, а после занимал различные государственные посты, в том числе японского посла в Российской империи.